# 馬內侍
馬內侍，又稱中宮內侍，生沒年不詳，日本平安時代中期的女性和歌歌人。中古三十六歌仙之一，也列入女房三十六歌仙。
她是源能有的玄孫，源時明養女，生父是時明兄長源致明。
她先在出仕於齋宮女御徽子女王，之後歷侍圓融天皇中宮藤原媓子、賀茂齋院選子內親王（大齋院）、圓融天王女御藤原詮子（東三條院）等人，於一條天皇皇后藤原定子立后時封為掌侍。她與藤原朝光、藤原伊尹、藤原道隆、藤原道兼等有大量贈答歌往還，可能和他們有戀愛關係。
晚年出家，居於宇治院。
她的作品收入收入《拾遺和歌集》以降各敕撰和歌集的作品共計有38首，有家集《馬內侍集》。此外《大齋院前之御集》（又稱《馬內侍歌日記》）中也收錄了許多她的作品。